# Annette Vogt

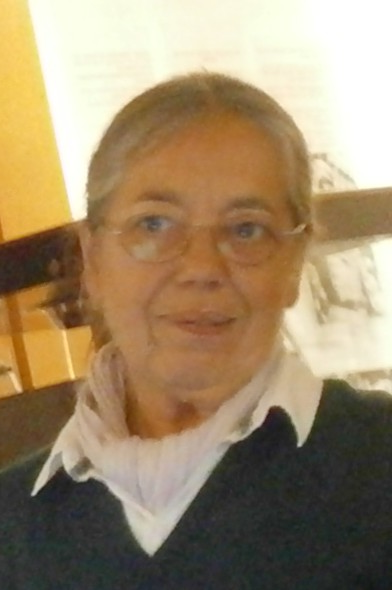
Annette Vogt (2017)

Annette Vogt (* 1952 in Lutherstadt Eisleben) ist eine deutsche Wissenschaftshistorikerin.

## Leben
Vogt studierte Mathematik und Physik an der Universität Leipzig. Sie erlangte ihr Diplom in Mathematik mit einer Arbeit über Funktionalanalysis und promovierte mit einem mathematikhistorischen Thema. Bis 1991 war sie Mitarbeiterin am Institut für Theorie und Geschichte der Wissenschaften bei Hubert Laitko an der Akademie der Wissenschaften der DDR. Zwischen 1992 und 1994 arbeitete sie am Forschungsschwerpunkt für Wissenschaftsgeschichte der Förderungsgesellschaft Wissenschaftliche Neuvorhaben mbH in Berlin.
Von 1994 bis 2018 (Renteneintritt) war sie Mitarbeiterin des Max-Planck-Institut für Wissenschaftsgeschichte in Berlin. Sie forscht vor allem über die Geschichte der Mathematik und Naturwissenschaften in Deutschland im 19. und 20. Jahrhundert sowie zur Geschichte der Wissenschaftlerinnen im internationalen Vergleich und zu jüdischen Wissenschaftlern.
Seit 1997 hält sie außerdem regelmäßige Lehrveranstaltungen an der Humboldt-Universität zu Berlin, seit 2014 ist sie Honorarprofessorin an der Wirtschaftswissenschaftlichen Fakultät der Humboldt-Universität zu Berlin.
Sie war bis zu dessen Tod 2023 mit dem Wirtschaftshistoriker Thomas Kuczynski verheiratet.

## Akademische Ämter und Mitgliedschaften (Auswahl)

Annette Vogt (2023)

- von 1997 bis 2005 Sekretärin, von 2005 bis 2013 Präsidentin der „Women’s Commission“ in der „Division for the History of Science and Technology“ in der „International Union for the History and Philosophy of Science“ (DHST/IUHPS)
- von 2009 bis 2013 Assessor des Council der DHST Division für die Geschichte von Wissenschaft und Technologie
- seit 2009 Mitglied im Beirat der Moses-Mendelssohn Stiftung (Dessau)
- seit 2012 Corresponding Member of the International Academy of the History of Science (IAHS), seit 2016 Full Member IAHS
- von Juli 2013 bis Juli 2017 Assistant Secretary General des Council der DHST.

## Veröffentlichungen (Auswahl)
- Die Herausbildung der modernen Funktionentheorie in den Arbeiten von B. Riemann (1826–1866) und K. Weierstrass (1815–1897). Ein Vergleich ihres Denkstils, Leipzig 1986, DNB 870532820 (Dissertation A, Universität Leipzig 1986).
- als Herausgeberin: Emil Julius Gumbel. Auf der Suche nach Wahrheit. Ausgewählte Schriften, versehen mit einem Essay von Annette Vogt. Dietz, Berlin 1991, ISBN 3-320-01664-4.
- Die Fräulein Doktor werden immer mehr. Zur Entwicklung des Frauenstudiums und der Berufstätigkeit von Frauen am Beispiel der Promotionen von Frauen zu naturwissenschaftlichen Themen an der Philosophischen bzw. ab 1936 der Mathematisch-Naturwissenschaftlichen Fakultät der Berliner Universität zwischen 1898 und 1945 (= Max-Planck-Institut für Wissenschaftsgeschichte: Preprint), Max-Planck-Institut für Wissenschaftsgeschichte, Berlin 1996.
- Die Kaiser-Wilhelm-Gesellschaft wagte es: Frauen als Abteilungsleiterinnen. In: Renate Tobies (Hrsg.): „Aller Männerkultur zum Trotz“. Frauen in Mathematik und Naturwissenschaften. Campus, Frankfurt a. M. / New York 1997, ISBN 3-593-35749-6, S. 203 (eingeschränkte Vorschau in der Google-Buchsuche).
- (unter Mitarbeit von Annette Pussert): Elsa Neumann – Berlins erstes Fräulein Doktor. Verlag für Wissenschafts- und Regionalgeschichte Engel, Berlin 1999, ISBN 3-929134-24-1.
- Wissenschaftlerinnen in Kaiser-Wilhelm-Instituten: A–Z. Archiv zur Geschichte der Max-Planck-Gesellschaft, Berlin 1999, ISBN 3-927579-12-2 (= Veröffentlichungen aus dem Archiv zur Geschichte der Max-Planck-Gesellschaft, Band 12); 2. erweiterte Auflage 2008.
- mit Cornelia Denz: Einsteins Kolleginnen – Physikerinnen gestern & heute. Kompetenzzentrum Technik – Diversity – Chancengleichheit, Bielefeld 2005, ISBN 978-3-933476-08-1, S. 13/14 (kostenlos, gefördert im „Einsteinjahr 2005“ durch das Bundesministerium für Familie, Senioren, Frauen und Jugend) kompetenzz.de (PDF; 4,5 MB).
- Vom Hintereingang zum Hauptportal? Lise Meitner und ihre Kolleginnen an der Berliner Universität und in der Kaiser-Wilhelm-Gesellschaft (= Pallas Athene, Band 17). Steiner, Stuttgart 2007, ISBN 978-3-515-08881-7.
- Die Berliner Humboldt-Universität von 1945/1946 bis 1960/1961. Max-Planck-Institut für Wissenschafts-Geschichte, Berlin 2012 (= Max-Planck-Institut für Wissenschaftsgeschichte: Preprint, 425).
- Archivführer für die Wissenschaftsgeschichte. BibSpider, Berlin 2013, ISBN 978-3-936960-60-0; 2. erweiterte Auflage 2018.
- mit Renate Tobies (Hrsg.): Women in Industrial Research (= Wissenschaftskultur um 1900, Band 8). Franz Steiner, Stuttgart 2014, ISBN 978-3-515-10670-2.